# Francesco Siviero
Francesco Siviero (Civitavecchia, 18 giugno 1964) è un ex calciatore e dirigente sportivo italiano, di ruolo difensore.

## Carriera

### Giocatore
Iniziò la carriera sportiva nel ruolo di difensore nelle giovanili della Roma, per poi passare nell'estate del 1980 al Grosseto, con la cui maglia a solo 16 anni disputò 21 gare in Serie C2. Quell'anno venne premiato da un sondaggio indetto dai tifosi come miglior calciatore della squadra toscana.
A fine stagione si trasferì all'Udinese, ma non ebbe modo di esordire in Serie A, mentre nel campionato successivo fece il suo esordio in Coppa Italia il 5 settembre 1982 contro l'Inter marcando Altobelli. Il suo esordio nella massima serie avvenne alla settima giornata, il 24 ottobre 1982, giocando da titolare nella vittoria per 3-2 della sua squadra in casa del Genoa. In quell'anno venne anche convocato da Azeglio Vicini per un raduno della Nazionale Under-21.
In seguito militò nelle file di SPAL, Benevento, Spezia, Juve Stabia, chiuse la carriera nei dilettanti del Folbas, formazione Spezzina rappresentante le frazioni di Follo e Bastremoli.
Concluse la carriera per problemi ad un ginocchio all'età di 31 anni.

### Dirigente
Fa parte dell'organigramma dello Spezia, nel 1996 è responsabile del settore giovanile , abbandona questa carica per motivi lavorativi l'anno dopo e diventa dirigente dello Spezia Calcio nel 2000. È diventato allenatore federale con patentino di 3ª categoria nel 2004.

## Palmarès

### Giocatore

#### Competizioni nazionali
- Serie C2: 1

Juve Stabia: 1992-1993